# 澳門電台

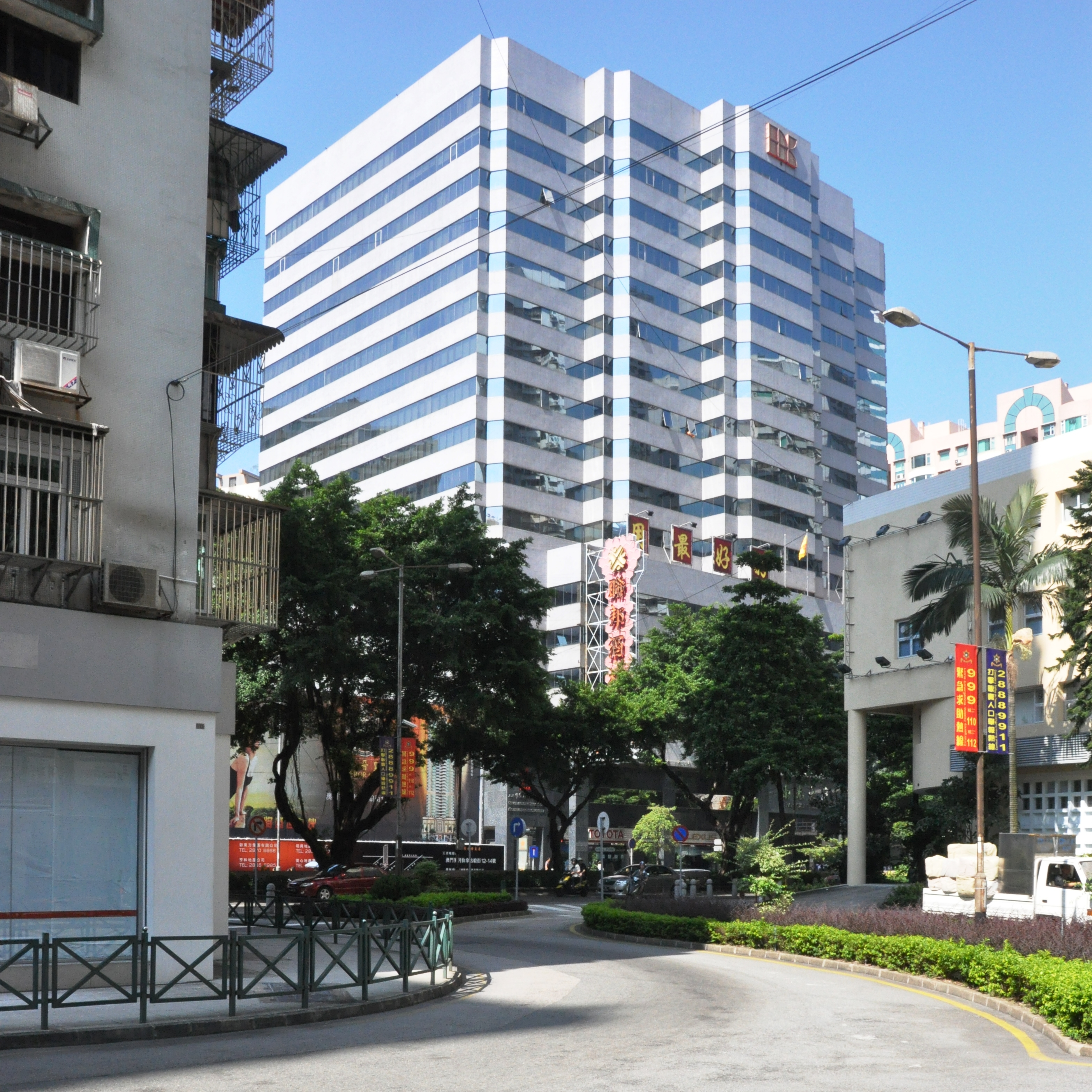
南光大廈，澳門電台的所在地

澳門電台（葡萄牙語：Rádio Macau），澳門廣播電視股份有限公司屬下的廣播電台，分中文及葡文頻道，以模擬制式廣播。2018年2月16日，澳門電台中文频道和葡文频道节目开始通过澳門地面數字電視97频道播出，聲軌同步轉播澳門電台（聲軌一：中文頻道、聲軌二：葡文頻道）。

## 沿革
澳門電台成立於1933年，最初它只是用葡文播放新聞節目和音樂。它曾於1937年停播，後來它在1938年恢復廣播，但曾多次更換呼號。1948年，當時的澳葡政府把「澳門廣播電台」收購，成為了澳門當時唯一一個公營電台。1962年，澳葡政府的郵電廳接管「澳門廣播電台」。1980年2月15日，澳葡政府根據1979年12月31日第43/79/M號法例與葡萄牙國家廣播公司（Radiodifusão Portuguesa）簽約，並把「澳門廣播電台」交由葡萄牙國家廣播公司管理直至1982年12月31日。於1983年1月，澳門廣播電視公司成立電台部，把政府管理的電台頻道接手，成為當時澳門兩個無線廣播電台之一。1990年，澳門電台搬遷至新口岸南光大廈。

## 電台頻道

### 中文頻道
澳門電台中文頻道的頻率為FM100.7MHz，澳門唯一提供24小時FM立體聲廣播的中文綜合電台節目頻道，內容多元化，包括新聞、資訊、訪談、藝術、文化、教育、旅遊、美食、生活及娛樂等，緊貼市民生活，當中時事直播互動節目為社會各界提供熱門話題的討論平台。節目包括《生活朝點》、《升呢一大班》、《至愛旗艦》、《有故事的人》等，亦配合特區政府各領域的施政，製播《警民同心》、《環法通》、《澳門青年》、《教菁社區》、《體高一線》、《趣談普通話》及《葡文齊齊講》等節目，為市民提供多元化公共資訊。
節目編排模式與香港的電台類似，諸如早上「phone in」節目，整點新聞（07:00-00:00）及詳盡新聞報導（08:00, 13:00, 18:00, 22:00），清談節目（00:00-02:00）與深宵時段（02:00-06:00）之DJ播歌節目，另還有特備節目如直播賽車、除夕倒數活動、與政府部門（如廉政公署）、宗教團體（如過去的澳門教區社會傳播中心、現在的澳門佛教青年中心）合辦節目，2001年開始推出網上直播。
根據2020節目及多媒體平台調查,有41.76%的居民會收聽電台，推算人數約為231,758人。主要收聽的電台是《澳門電台》(71.77%)，推算人數約為166,334人。受訪居民認為澳門電台的整體表現評分為64.48分，98.2%的居民認為電台的整體表現高過或與以前相同，顯示澳門電台近期的表現得到大部分本澳居民的認同。
主要DJ包括：林迪、吳思遠、劉宇亨、陳宇健、張淑敏、歐浩彬、莫敬鋒、沈梓澄、沈柏彤、李心怡等。

### 葡文頻道
“Rádio Macau”葡文頻道的頻率為98.0兆赫，澳門唯一連續提供24小時FM立體聲廣播的葡萄牙語綜合電台節目頻道，內容多元化，包括新聞、資訊、訪談、藝術、文化、教育、旅遊、美食、生活及娛樂等，並設有轉播葡萄牙廣播電視台的時段，促進兩地的資訊交流。

## 其他

### 澳門講場
前身為同類早晨節目《今日脈搏》，於1993年1月26日啟播，常任主持為澳門電台記者劉寶嬋。逢星期一至五08:30-10:30在澳門電台中文頻道直播之「phone-in」節目，官方網站有過去節目重溫 （页面存档备份，存于）；節目以接受市民致電質詢澳門社會之問題現狀為主，亦有澳門政府官員或社會人士應邀出席節目。
由於此為澳門現時唯一能給澳門市民通過傳媒直接向社會及政府申訴之渠道（另一節目為澳門蓮花衛視製作之澳門開講，在2013年至2020年底之間播出），故不少聽眾與政府部門均十分留意該節目之質詢內容而作出回應，惟兩位客席主持的態度與立場經常被批評。

### 至愛新聽力選舉
澳廣視於2003年起每年主辦名為至愛新聽力之澳門優秀歌曲選舉，以青年人作對象選舉塑造澳門原創音樂並形成推動氣候。選舉形式類似香港樂壇之模式：先派上電台播出，在每星期《華語歌曲流行榜》上榜，至6月選舉前總結澳門歌手主要作品十數首，由樂迷及專業評判選出得獎作品，選出作品並於8月舉行頒獎音樂會揭曉，獎項包括金、銀、銅獎的3首作品，以及最佳演繹獎同最佳新聲獎，節目為電台中文頻道直播，亦有錄影播出。

## 外部連結
- 澳門廣播電視股份有限公司公司架構資料
- 《2020澳廣視節目接觸率及受衆接收多媒體渠道調查》